# 松本典子 ひみつのエアメール
松本典子 ひみつのエアメール（まつもとのりこ ひみつのエアメール）は、1985年4月7日から1986年4月6日までニッポン放送他NRN各局で放送されていたラジオ番組。パーソナリティは松本典子。ソニーの一社提供枠『SONY Night Square』で放送されていた。

## 概要
本番組が始まる直前、1985年3月21日に「春色のエアメール」で歌手デビューした松本典子の初ラジオレギュラー番組である。番組の構成としては、寄せられたはがきを中心にトークを展開したり、日記をポエムっぽく読むコーナーなどが設けられていた。
番組はニッポン放送アナウンサーから、くり万太郎、海野尾順子もレギュラー出演していた（海野尾は本番組で「ニッポン放送で二番目にヒマなアナウンサー」と言われていた）。

## ゲスト
- ダンプ松本（1985年5月19日）
- クラッシュギャルズ（1985年5月26日）
- 杉山清貴（1985年8月25日）
- バブルガム・ブラザーズ
- サンプラザ中野
- とんねるず
- シブがき隊
- TOM★CAT
- 芳本美代子[4]
- 鶴見辰吾（1985年12月1日）
- 小堺一機（1985年12月15日）
- 中村雅俊（1985年12月22日）
- THE東南西北（1986年1月5日）
- 児島未散（1986年1月12日）
- 少年隊（1986年3月2日）
他

## 放送されていた局
- ニッポン放送（制作局）- 日曜日22:00 - 22:30
- STVラジオ - 土曜日23:00 - 23:30
- 東北放送 - 土曜日23:30 - 24:00
- 東海ラジオ - 日曜日22:30 - 23:00
- 朝日放送 - 日曜日22:30 - 23:00
- KBCラジオ - 土曜日23:30 - 24:00